# Bernard Siadous
Bernard Jacques Victorin Siadous, parfois écrit Siadoux, né le 30 juillet 1879 à Pamiers et mort le 14 juillet 1967 à Toulouse, est un administrateur colonial français,,.

## Biographie
Il est le fils de Joseph Siadoux et de Marie Hélène Cassagne[réf. nécessaire].
Administrateur en chef des Colonies, en service détaché aux Consortiums forestier et maritime desgrands réseaux français, depuis 1921, il est réintégré dans les cadres, et embarque à destination de l'Afrique Occidentale française en 1925 (décret du 14 décembre).
Il est gouverneur de la Guyane française de 1929 à 1931,, puis de la Nouvelle-Calédonie de 1933 à 1936, et Haut-Commissaire de France dans le Pacifique en 1935[réf. nécessaire].
De 1941 à 1943, il est maire de Carbonne,.

## Décoration
- Commandeur de la Légion d'honneur (1938)[9]. Il eut le rare privilège de recevoir le grade de chevalier de la Légion d'honneur par deux fois[réf. nécessaire], la première fois pour sa campagne en Afrique avant la guerre de 1914 et la deuxième pour son comportement lors de la guerre de 1914. Il accéda au rang de commandeur de la Légion d'honneur et au titre de Gouverneur général honoraire[réf. nécessaire].